# Павле Аршинов
Павле Аршинов (Велики Бечкерек, 23. децембар 1855 — Загреб, 17. мај 1930) био је професор, писац, национални радник, члан Патроната Привредникових добротвора и уредник листа "Привредник“.

## Биографија
Потиче из ратарске породице, одрастао у предграђу Граднулици, улици Цара Душана број 28. На родној кући, Задруга Срба Привредника поставила му је 15. маја 1932. године спомен-плочу. Године 1870. отац Милош му је купио претплатом једну Вукову књигу. Основну школу завршио је у родном месту Великом Бечкереку. Нижу гимназију је учио у Бечкереку, а више разреде Кечкемету и Новом Саду учећи на немачком, мађарском и српском језику. Универзитетске студије природних наука почео је у Прагу, али је као питомац Текелијине задужбине 1879. године прешао у Пешту где је, поред редовних студија, слушао и педагогију са филозофијом. Понет идејама Светозара Марковића, током школовања Аршинов је изучавао социјалистичку литературу, и био веома активан у ђачким дружинама социјалиста. После раскида с Јашом Томићем приклонио се ставовима које је у Србији заступала Радикална странка.
Од пензионисања 1924. године стално се настанио у Загребу, где је умро и сахрањен 1930. године.

## Каријера предавача
По завршетку студија, на позив Др Лазе Пачуа, прешао је у Србију, где је 1882. постао професор гимназије. Јован Ђорђевић је претходно те 1882. године реферисао на седници Главног просветног савета КС, о његовим квалификацијама. Изнео је чињенице: да је Аршинов "свршио осам семестара на прашком и пештанском универзитету" и да је положио испите (колоквирао) из зоологије, ботанике, минералогије, земљописа, словенске граматике и педагогике. Савет је гласањем 7 : 5, усвојио одлуку, по којој се проф. Павлу Аршинову признаје да има квалификацију за предавача у средњим школама и то за - "јестаственицу" (природне науке). 
Као професор средњих школа радио је у више градова Краљевине Србије. Почео је каријеру у Великом Градишту (1882-1889), наставио у Крагујевцу (1889-1890), Лесковцу наставник и директор (1890-1894), Књажевцу (1894) наставник и директор ниже гимназије, Нишу (1895-1897) и Београду (1897-1910).
На основу једне денунцијације, 1892. године, за време либералне Авакумовића владе, био је привремено отпуштен с положаја директора гимназије.

## Професор у Београду
Од 1897-1898. године био професор Друге београдске гимназије. Професор је затим Више женске школе у Београду 1898-1910. године. У Београду је био истовремено ванредни члан Главног просветног савета 1893-1910. године. Пензионисан је одлуком Министарства просвете 1910. године, и прешао у Загреб где је дочекао почетак Првог светског рата. Добио је 1914. године од Краљевине Србије, као заслужни професор у пензији, Златну медаљу за грађанске заслуге.  У југословенској краљевини је реактивиран из пензије. Главни просветни савет је мишљења да Аршинов 1923. године може и даље остати у служби. Одликован је Орденом св. Саве III реда 28. децембра 1923. године.

## У Привреднику
Када 1897. године Српско привредно друштво „Привредник“ започиње са радом Аршинов одлази 1910. године у Загреб да помогне око покретања рада друштва као и Савеза српских земљорадничких задруга. Његов главни задатак био је да као уредник листа „Привредник“, пером и живом речи, развије широку агитацију за те две националне установе. Као члан Управе Привредника и као један од најближих сарадника Владимира Матијевића, заједно са Ђорђем Велисављевићем, Аршинов је радио на културном и материјалном подизању српских сељака, занатлија и трговаца.
По истеку одсуства вратио се у Београд, где је, и поред својих школских дужности као професор Прве београдске гимназије, наставио да ради у Привреднику. Пошто су се послови толико нагомилали да их више није могао успешно обављати, 1910. године, одлуком министарства, пензионисан је и одмах потом је прешао у Загреб, и још преданије настојао „да Привредник буде права народна читанка“.
Када су власти у Аустроугарској забраниле Привреднику рад, Аршинов је на територији Србије и Црне Горе помогао да се у крилу Београдске трговачке омладине оснује Привредно одељење са задатком сличним Привредников, где је, такође, радио. 
За време Првог светског рата аустроугарске власти су га затвориле под оптужбом велеиздаје. Провео је ратне године у аустроугарским логорима. Маја 1917. године тражен је преко новина као нестали, професор у пензији, ради пријема новца. У затвору је провео три године и оболео од реуматизма, од којег се никада није у потпуности опоравио.
После рата, непуну годину по поновном покретању листа, 1922. године друштво Привредник се преселило у Београд, чиме је Аршинову отежан рад и у значајној мери умањен је његов утицај на целокупан изглед листа. Због болести, годину дана пре смрти, Аршинов је поднео оставку на место уредника листа „Привредник“, чији је главни уредник и сарадник био од самог оснивања, 1898. године.

## Дело
Писао је бројне чланке из природних наука, пољопривреде, социјалне политике и културне историје, као и песме и путописе. Поред посла везаног за Друштво и лист „Привредник“, Аршинов је сарађивао и у разним политичким и књижевним новинама, часописима и календарима, као што су загребачки и амерички „Србобран“, „Слободна реч“, „Наставник“, „Учитељ“, „Слава“, „Босанска вила“, „Српски архив“, „Просветни гласник“, „Цариник“, „Трговачки гласник“, „Ловац“, "Невен", „Бранково коло“, „Просвета“ и многи други. Највећи део његових опсежних рукописа односи се на народно просвећивање.
Заслужан је за покретање акције за подизање споменика чувеном банатском сликару - некадашњем комшији, Константину Данилу у Бечкереку. Радио је на његовој глорификацији и очувању уметничког дела.